# Saxifraga ramsarica
Saxifraga ramsarica är en stenbräckeväxtart som beskrevs av Z. Jamzad. Saxifraga ramsarica ingår i Bräckesläktet som ingår i familjen stenbräckeväxter. Inga underarter finns listade i Catalogue of Life.